# Lista de prêmios e indicações recebidos por Kelly Key
Lista de prêmios e indicações recebidos pela cantora brasileira Kelly Key. Em 2001 foi contratada pela Warner e lançou seu primeiro single, "Escondido", mas foi mesmo com "Baba" que ganhou destaque nas rádios. Em 22 de dezembro lança seu primeiro álbum, o homônimo Kelly Key, vendendo 500.000 cópias e conquistando disco de platina no Brasil e em Portugal, tendo retirado ainda as canções "Anjo" e "Cachorrinho". Uma versão em espanhol foi lançada nos países da América Latina, o En Español, e outra para as casas noturnas, o Remix Hits. Em 2003 lança o disco Do Meu Jeito, com o qual vende 300 mil cópias e extrai os singles "Adoleta", "Chic, Chic" e "A Loirinha, o Playboy e o Negão", sendo que em 2004 chega as lojas seu primeiro álbum ao vivo e DVD, Kelly Key - Ao Vivo. Neste ano também assina contrato com a Band para apresentar o anime Os Cavaleiros do Zodíaco. Em 2005 lança o terceiro álbum de estúdio, novamente um álbum homônimo, trazendo "Escuta Aqui Rapaz" e a versão da canção "Barbie Girl" como singles e vendendo cerca de 100 mil cópias, emendando em 2006 seu quarto trabalho, Por Que Não?, engajado pelo sucesso de "Pegue e Puxe". 
Em 2007 decide deixar a Warner e assinar com a Som Livre e libera sua primeira coletânea oficial, 100%, onde retirou dois de seus maiores sucessos, "Você é o Cara" e "Super Poderosa, vendendo 100 mil cópias. Em 2008 chega às lojas seu sexto álbum de estúdio, Kelly Key, que viria a ser o último antes de anunciar um hiato de sete anos ao romper sem prévio aviso com a Som Livre. Em 2014 anuncia o fim de seu hiato da música e começa a preparação de seu sexto álbum de inéditas. Em 3 de fevereiro de 2015 lança seu sexto álbum de estúdio, No Controle, pela Deckdisc, sendo seu primeiro lançamento em três formatos diferentes, físico, digital e streaming.

## Angola Music Awards
| Ano  | Nomeação  | Categoria                    | Resultado | Ref.  |
| ---- | --------- | ---------------------------- | --------- | ----- |
| 2015 | Kelly Key | Melhor Artista Internacional | Venceu    | [ 8 ] |

## Capricho Awards
| Ano  | Nomeação        | Categoria               | Resultado | Ref.  |
| ---- | --------------- | ----------------------- | --------- | ----- |
| 2002 | Kelly Key       | Revelação               | Venceu    | [ 9 ] |
| 2002 | "Cachorrinho"   | Melhor Música Nacional  | Venceu    | [ 9 ] |
| 2002 | Kelly Key       | Melhor Cantora Nacional | Indicado  | [ 9 ] |
| 2002 | Kelly Key       | Gata do Ano             | Indicado  | [ 9 ] |
| 2003 | Kelly Key       | Melhor Cantora Nacional | Indicado  | [ 9 ] |
| 2003 | KellyKey.com    | Melhor Site Nacional    | Venceu    | [ 9 ] |
| 2004 | Kelly Key       | Melhor Cantora Nacional | Indicado  | [ 9 ] |
| 2008 | "Você É o Cara" | Melhor Música Nacional  | Indicado  | [ 9 ] |

## Famosos.com
| Ano  | Nomeação                         | Categoria | Resultado | Ref.   |
| ---- | -------------------------------- | --------- | --------- | ------ |
| 2012 | Kelly Key (com Guilherme Arruda) | Destaque  | Venceu    | [ 10 ] |

## Academia da Força Aérea Brasileira
| Ano  | Nomeação  | Categoria               | Resultado | Ref.   |
| ---- | --------- | ----------------------- | --------- | ------ |
| 2014 | Kelly Key | Madrinha da Esquadrilha | Venceu    | [ 11 ] |

## Festival Internacional da Canção de Viña del Mar
| Ano  | Nomeação  | Categoria              | Resultado | Ref.   |
| ---- | --------- | ---------------------- | --------- | ------ |
| 2003 | Kelly Key | Rainha de Viña del Mar | Indicado  | [ 12 ] |

## Melhores do Ano
| Ano  | Nomeação  | Categoria                | Resultado | Ref.   |
| ---- | --------- | ------------------------ | --------- | ------ |
| 2002 | Kelly Key | Revelação Musical do Ano | Indicado  | [ 13 ] |
| 2002 | "Baba"    | Música do Ano            | Indicado  | [ 14 ] |
| 2003 | "Anjo"    | Música do Ano            | Indicado  | [ 14 ] |

## Melhores do Ano: Top 100 Brazil
| Ano  | Nomeação             | Categoria              | Resultado | Ref.   |
| ---- | -------------------- | ---------------------- | --------- | ------ |
| 2009 | "O Tempo Vai Passar" | Melhor Música Nacional | Indicado  | [ 15 ] |

## Meus Prêmios Nick
| Ano  | Nomeação  | Categoria        | Resultado | Ref.   |
| ---- | --------- | ---------------- | --------- | ------ |
| 2002 | Kelly Key | Cantora Favorita | Indicado  | [ 16 ] |
| 2002 | "Baba"    | Música Favorita  | Indicado  | [ 16 ] |
| 2003 | Kelly Key | Cantora Favorita | Venceu    | [ 16 ] |
| 2004 | Kelly Key | Cantora Favorita | Indicado  | [ 17 ] |
| 2005 | Kelly Key | Cantora Favorita | Indicado  | [ 18 ] |
| 2006 | Kelly Key | Cantora Favorita | Indicado  | [ 19 ] |
| 2008 | Kelly Key | Cantora Favorita | Indicado  | [ 20 ] |

## MTV Video Music Brasil
| Ano  | Nomeação  | Categoria                              | Resultado | Ref.   |
| ---- | --------- | -------------------------------------- | --------- | ------ |
| 2002 | "Baba"    | Escolha da Audiência                   | Indicado  | [ 21 ] |
| 2002 | "Baba"    | Melhor Videoclipe de Artista Revelação | Indicado  | [ 21 ] |
| 2003 | "Adoleta" | Escolha da Audiência                   | Indicado  | [ 22 ] |

## Prêmio Influency
| Ano  | Nomeação  | Categoria                    | Resultado | Ref.   |
| ---- | --------- | ---------------------------- | --------- | ------ |
| 2019 | Kelly Key | Maior Influenciadora Fitness | Venceu    | [ 23 ] |

## Prêmio da Música Brasileira
| Ano  | Nomeação  | Categoria                  | Resultado | Ref.   |
| ---- | --------- | -------------------------- | --------- | ------ |
| 2002 | Kelly Key | Melhor Cantora de Pop/Rock | Indicado  | [ 24 ] |
| 2002 | Kelly Key | Melhor Álbum de Pop/Rock   | Indicado  | [ 24 ] |

## Prêmio Multishow de Música Brasileira
| Ano  | Nomeação  | Categoria         | Resultado | Ref.   |
| ---- | --------- | ----------------- | --------- | ------ |
| 2002 | Kelly Key | Artista Revelação | Indicado  | [ 25 ] |

## Radio Music Awards Brasil
| Ano  | Nomeação             | Categoria                                                  | Resultado | Ref.   |
| ---- | -------------------- | ---------------------------------------------------------- | --------- | ------ |
| 2001 | Kelly Key            | Revelação                                                  | Venceu    | [ 26 ] |
| 2001 | Kelly Key            | Melhor Álbum                                               | Venceu    | [ 26 ] |
| 2001 | "Baba"               | Melhor Música                                              | Venceu    | [ 26 ] |
| 2001 | "Baba"               | Melhor Videoclipe                                          | Venceu    | [ 26 ] |
| 2001 | Turnê Escondido      | Melhor Show                                                | Indicado  | [ 26 ] |
| 2002 | Kelly Key            | Melhor Cantora                                             | Venceu    | [ 27 ] |
| 2002 | "Anjo"               | Melhor Música                                              | Venceu    | [ 27 ] |
| 2002 | "Cachorrinho"        | Melhor Videoclipe                                          | Venceu    | [ 27 ] |
| 2003 | Kelly Key            | Melhor Cantora                                             | Venceu    | [ 28 ] |
| 2003 | "Adoleta"            | Melhor Música                                              | Indicado  | [ 28 ] |
| 2003 | "Adoleta"            | Melhor Videoclipe                                          | Venceu    | [ 28 ] |
| 2004 | Kelly Key            | Melhor Cantora                                             | Venceu    | [ 29 ] |
| 2004 | Kelly Key - Ao Vivo  | Melhor Álbum de Vídeo                                      | Indicado  | [ 29 ] |
| 2005 | Kelly Key            | Melhor Cantora                                             | Venceu    | [ 30 ] |
| 2005 | "Escuta Aqui Rapaz"  | Melhor Música                                              | Indicado  | [ 30 ] |
| 2005 | Kelly Key            | Melhor Álbum                                               | Indicado  | [ 30 ] |
| 2006 | Kelly Key            | Melhor Cantora                                             | Indicado  | [ 31 ] |
| 2006 | "Pegue e Puxe"       | Melhor Música                                              | Indicado  | [ 31 ] |
| 2006 | Por que Não?         | Melhor Álbum                                               | Indicado  | [ 31 ] |
| 2007 | Kelly Key            | Melhor Cantora                                             | Venceu    | [ 32 ] |
| 2007 | "Você É o Cara"      | Melhor Música                                              | Venceu    | [ 32 ] |
| 2007 | "Você É o Cara"      | Melhor Videoclipe                                          | Venceu    | [ 32 ] |
| 2008 | Kelly Key            | Melhor Cantora                                             | Venceu    | [ 33 ] |
| 2008 | "Tô Fora"            | Melhor Música                                              | Indicado  | [ 33 ] |
| 2008 | Kelly Key            | Melhor Álbum                                               | Indicado  | [ 33 ] |
| 2008 | "O Tempo Vai Passar" | Melhor Videoclipe                                          | Indicado  | [ 33 ] |
| 2009 | Kelly Key            | Melhor Cantora                                             | Indicado  | [ 34 ] |
| 2014 | Kelly Key            | Melhor Retorno                                             | Venceu    | [ 35 ] |
| 2014 | Kelly Key            | Prêmio Platinum: Contribuição para a Música Pop Brasileira | Venceu    | [ 36 ] |
| 2015 | Kelly Key            | Melhor Cantora                                             | Indicado  | [ 37 ] |
| 2015 | "Controle"           | Melhor Videoclipe                                          | Indicado  | [ 37 ] |
| 2015 | "Controle"           | Melhor Canção Emocional                                    | Venceu    | [ 37 ] |
| 2015 | No Controle          | Melhor Álbum                                               | Venceu    | [ 37 ] |

## Troféu Imprensa
| Ano  | Nomeação  | Categoria        | Resultado | Ref.                |
| ---- | --------- | ---------------- | --------- | ------------------- |
| 2003 | Kelly Key | Revelação do Ano | Indicado  | [carece de fontes?] |

## Troféu Internet
| Ano  | Nomeação  | Categoria     | Resultado | Ref.                |
| ---- | --------- | ------------- | --------- | ------------------- |
| 2003 | "Baba"    | Melhor Canção | Indicado  | [carece de fontes?] |
| 2003 | Kelly Key | Revelação     | Indicado  | [carece de fontes?] |

## Troféu Triângulo Rosa
| Ano  | Nomeação  | Categoria                  | Resultado | Ref.   |
| ---- | --------- | -------------------------- | --------- | ------ |
| 2012 | Kelly Key | Ativista dos direitos LGBT | Venceu    | [ 38 ] |

## Troféu U.M.
| Ano  | Nomeação     | Categoria               | Resultado | Ref.   |
| ---- | ------------ | ----------------------- | --------- | ------ |
| 2003 | Kelly Key    | Artista revelação       | Venceu    | [ 39 ] |
| 2003 | "Baba"       | Melhor Canção Nacional  | Venceu    | [ 39 ] |
| 2004 | Kelly Key    | Melhor Cantora Nacional | Indicado  | [ 40 ] |
| 2004 | Do Meu Jeito | Melhor Álbum            | Indicado  | [ 40 ] |
| 2004 | "Adoleta"    | Melhor Canção Nacional  | Indicado  | [ 40 ] |

## Rankings
| Ano  | Título       | Nomeação                          | Categoria                                         | Resultado | Ref.   |
| ---- | ------------ | --------------------------------- | ------------------------------------------------- | --------- | ------ |
| 2002 | Isto É Gente | Kelly Key                         | As 25 Mais Sexy                                   | 24º       | [ 41 ] |
| 2003 | VIP          | Kelly Key                         | As 100 Mais Sexy do Mundo                         | 23º       |        |
| 2004 | VIP          | Kelly Key                         | As 100 Mais Sexy do Mundo                         | 67º       |        |
| 2006 | VIP          | Kelly Key                         | As 100 Mais Sexy do Mundo                         | 39º       | [ 42 ] |
| 2007 | VIP          | Kelly Key                         | As 100 Mais Sexy do Mundo                         | 65º       | [ 43 ] |
| 2008 | G1           | "A Loirinha, o Playboy e o Negão" | Mil Melhores Músicas Brasileiras                  | 180º      | [ 44 ] |
| 2008 | G1           | "Baba"                            | Mil Melhores Músicas Brasileiras                  | 564º      | [ 45 ] |
| 2008 | UOL          | "Você é o Cara"                   | Top 100 Melhores Músicas de 2008                  | 18º       | [ 46 ] |
| 2008 | UOL          | "Super Poderosa"                  | Top 100 Melhores Músicas de 2008                  | 87º       | [ 46 ] |
| 2009 | G1           | "A Loirinha, o Playboy e o Negão" | Trinta Melhores Músicas Pop Brasileiras           | 23º       | [ 47 ] |
| 2011 | VIP          | Kelly Key                         | Clássicos VIP                                     | 2º        | [ 48 ] |
| 2012 | Omega Hitz   | "Shaking (Party People)"          | Clipes Mais Populares da Cena Eletrônica Nacional | 2º        | [ 49 ] |
| 2014 | VIP          | Kelly Key                         | As 100 Mais Sexy de Todos os Tempos               | 91º       |        |
| 2015 | Contém Pop   | Kelly Key                         | Rainha do Pop Nacional                            | 3º        | [ 50 ] |